# Il martello dell'Eden
Il martello dell'Eden (The Hammer of Eden) è un romanzo di Ken Follett pubblicato nel 1998.

## Trama

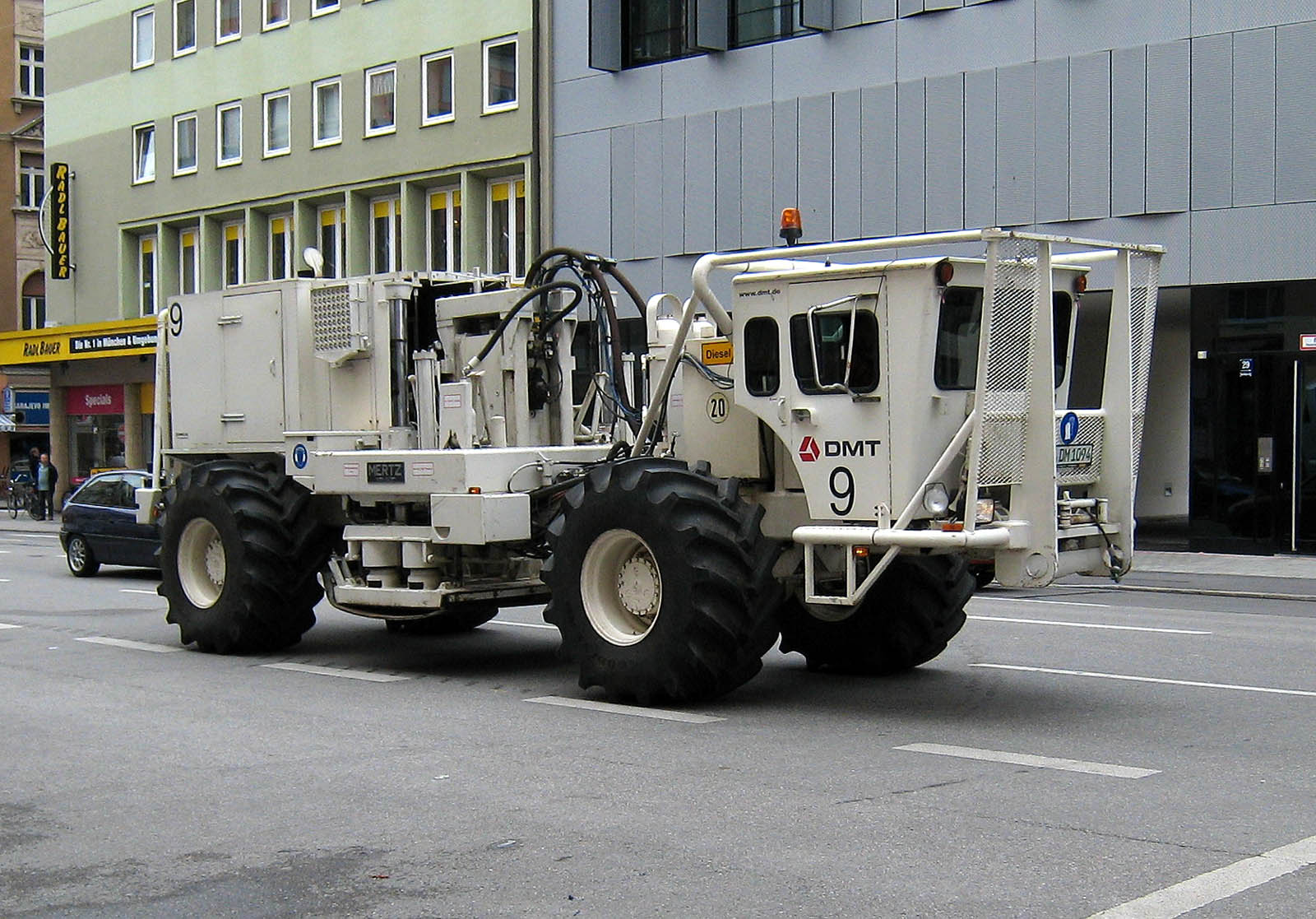
Vibratore sismico

Ambientato negli anni novanta negli Stati Uniti, in una città e in un ambiente geografico in parte inventato (tranne per qualche ben raro riferimento a valli vinicole) della California.
La vicenda narra le avventure di una delle ultime comunità di hippy (che vive in una valle californiana pregando un dio inventato con dei mantra inventati dal leader spirituale della comune, producendo vino) che riesce a vivere nascondendosi dal resto del mondo civilizzato. Ma la situazione è destinata allo sconvolgimento per il progetto di costruire una diga nella valle con l'allagamento delle case e della vigna da cui dipende la comune e con la distruzione dell'ambiente. Priest, il leader del gruppo, ordirà un piano ingegnoso per costringere il governatore della California ad abbandonare il progetto per riuscire a prolungare la vita della comune lontano dalla società corrotta e inquinata. Priest vuole infatti rubare un vibratore sismico – realmente esistente – per provocare terremoti dalle parti della celebre faglia di Sant'Andrea, minacciando di distruggere la famosa città californiana di San Francisco. Questo folle piano, che Priest riuscirà a far decollare, sarà ostacolato dall'agente Judy Maddox, membro dell'FBI. Le vicende assumono un ritmo serrato con un alto livello di particolari nell'indagine che la Maddox avvierà nel tentativo di fermare Priest che ben presto diverrà il suo nemico fino allo scontro finale. L'autore non fa subito capire se è pro o contro la decisione degli hippy, se li vuole far "vincere o perdere". All'inizio sembra favorire, con numerosissime descrizioni dettagliate, la vita appartata e ambientalista degli hippy, facendo moltissimi riferimenti agli usi e costumi positivi e benefici della comune – come per esempio il totale disprezzo per il denaro, che lasciano maneggiare onestamente da un loro amico – ma poi mette in risalto la loro crudeltà, il totale disinteresse per una vita umana e la loro follia, che li porterà a uccidere molte vite innocenti per arrivare al loro scopo inizialmente benefico.

## Personaggi principali
- Richard "Priest" Granger: leader della comune. Non esita a commettere una serie di omicidi per riuscire nella sua folle impresa. Personalità carismatica, riesce a manipolare con facilità sia le persone interne alla comune che quelle esterne. Nonostante non sia capace né di leggere né di scrivere riesce sempre a trovare una soluzione per non farlo capire agli altri.
- Judy Maddox: agente dell'FBI, di padre americano e madre vietnamita. Da piccola ha vissuto la paura del terremoto. All'inizio del libro, pur avendo brillantemente risolto un caso, non ottiene una promozione meritata che andrà invece a un suo collega, amico del suo diretto superiore. Nonostante questo, di fronte alla minaccia del gruppo Il martello dell'Eden riesce ad emergere e a farsi apprezzare dalle alte sfere.
- Stella "Star" Higgins: compagna di Priest. Stereotipo della classica hippy che, arrivata a una certa età, si comporta come si comportavano quelli che contestava da giovane. Ad esempio soffre molto la relazione tra Melanie e Priest, cosa non usuale tra gli hippy, che sostengono l'amore libero.
- Michael Quercus: sismologo, marito di Melanie. Subisce il furto da parte della moglie e di Priest delle cartine dove sono elencati i punti sismici più sensibili all'azione del vibratore sismico. Aiuta Judy Maddox, con la quale ha una relazione, a fermare la comune.
- Melanie Quercus: ex-moglie di Michael e membro della comune. Personalità debole, ha bisogno di una figura maschile autorevole. Giocando sulla sua debolezza Priest la persuade a fare qualsiasi cosa.

## Personaggi secondari

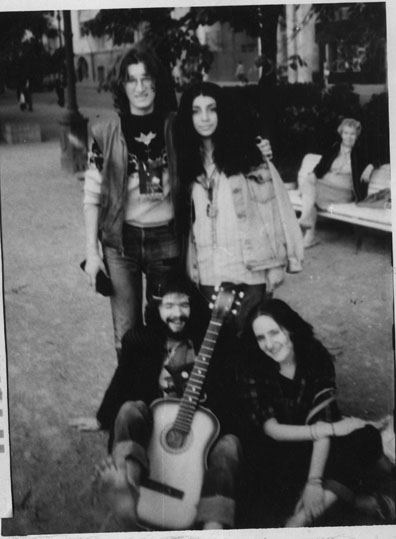
Un gruppo hippy negli anni ottanta

- Dusty Quercus: figlio di Michael e Melanie, soffre di molteplici allergie.
- Bo Maddox: padre di Judy e agente di polizia.
- Raja Khan: lavora nell'FBI, collega di Judy.
- Don Riley: ex fidanzato di Judy, l'ha tradita con un'altra donna. Pentito, cerca di riavvicinarsi alla ragazza, ma lei non lo ama più.
- Mike Robson: governatore della California, viene coinvolto in un vano tentativo dell'FBI di tendere una trappola a Priest.
- Al Honeymoon: braccio destro del governatore
- Flower: figlia di Star e Priest, sogna di diventare una scrittrice. Cerca di entrare in contatto con il mondo civile e le piacciono la moda e i divi del cinema, tanto che viene arrestata per aver rubato un poster di Leonardo DiCaprio.
- Altri membri della comune hippy:
  - Oaktree
  - Dale
  - Poem
  - Aneth
  - Bones

## Critica
Parte dei recensori ha testimoniato che il romanzo non manca di suspense, in modo particolare nel finale. Altri invece hanno messo in rilievo l'egregia rappresentazione del paesaggio dove è ambientata la storia e si dislocano i personaggi, tutti dotati dei propri caratteri che racchiudono in sé aspetti negativi e positivi al contempo. Molto apprezzati sono anche la descrizione del mondo hippy e il senso di amarezza che trasmette il finale.

## Edizioni
- Ken Follett, Il martello dell'Eden, traduzione di Annamaria Raffo, Arnoldo Mondadori Editore, 1998,  p. 468, ISBN 978-88-04-44441-1.